# Kent Brockman
Kent Brockman je fiktivní postava z amerického animovaného seriálu Simpsonovi. Poprvé se objevil v epizodě Je Šáša vinen? Je to nevrlý, sebestředný moderátor místních springfieldských zpráv. 

## Role vSimpsonových
Kent Brockman moderuje všednodenní zprávy na Kanálu 6 a také místní pořad o aktuálních událostech Smartline (parodie na celostátní pořad o aktuálních událostech Nightline), Bite Back! With Kent Brockman (parodie na Fight Back! With David Horowitz), Eye on Springfield (parodie na Eye on LA), který se zaměřuje především na zprávy ze Springfieldu v oblasti zábavy, herní pořad Springfieldští čtveráci a má svůj vlastní osobní komentář v rámci zpravodajství v 18 hodin. V epizodě Panská rodina moderoval předávání cen společně se zpěvačkou popové hudby Britney Spearsovou.
Bylo naznačeno, že Brockman je etnicky Žid, protože si změnil příjmení z Brockelstein; poprvé to bylo naznačeno v retrospektivě z 60. let, který se objevil v epizodě Babička, v níž byl Brockman na začátku své kariéry znám jako Kenny Brockelstein. Několikrát je viděn, jak navštěvuje protestantský kostel reverenda Lovejoye, a v epizodě Marge na útěku uvádí svou víru v Knihu zjevení, což naznačuje, že vyznává křesťanské náboženství. 
Brockman má dceru Brittany, která je možná plodem jeho románku s rosničkou z Kanálu 6. Má také manželku jménem Stephanie. V dílu Vzhůru na prázdniny se ukazuje, že Brockman během své kariéry informoval o válce ve Vietnamu, sovětsko-afghánské válce v letech 1979–1989 a válce v Perském zálivu v roce 1991. 
V díle Spasitel zabijákem Brockman vyhrál mnohamilionový jackpot (130 milionů dolarů) ve státní loterii a odešel ze zpravodajství ještě během vysílání. Zůstal však moderátorem zpráv, protože měl smlouvu, i když také přiznal, že rád vydělává 500 000 dolarů ročně. Trvá mezi ním a dopravním reportérem Arniem Pyem spor a bylo ukázáno, že kritizuje Pyeovo zpravodajství, a dokonce se i pochechtává, když se myslelo, že Pye zemřel při nehodě vrtulníku. Když Arnie Pye převzal Brockmanovo místo moderátora, přiznal ve vysílání, že se líbal s Brockmanovou dcerou, ale nezapomněl poznamenat, že to bylo s „tou dospělou“, čímž prozradil, že Brockman má dospělou dceru. 
Brockmanova záliba v používání urážlivých výrazů se mu vymstí ve 400. epizodě Simpsonových Jak si Kent pustil pusu na špacír, kde poté, co Homer omylem vylije Brockmanovi kávu na rozkrok, vykřikne něco, co Ned Flanders nazývá „ohromnou nadávkou“, která šokovala všechny, kdo pořad sledovali. Brockman byl degradován na moderátora předpovědi počasí kvůli tomu, že stanice musela zaplatit pokutu Federální komunikační komisi, a brzy byl propuštěn, když si vedení stanice záměrně spletlo náhražku cukru v Brockmanově kávě s kokainem. Brockmanovi později práci vrátili, aby ho umlčeli (poté, co natočil reportáž, která byla k vidění na YouTube a odhalila skutečný důvod, proč komise potírá obscénnosti v médiích), a přidali mu 50 %, takže jeho nový plat činil 750 000 dolarů ročně.

## Tvorba a inspirace
Kent Brockman se poprvé objevil v televizi v epizodě 1. řady Je Šáša vinen?, která se původně vysílala 29. dubna 1990. Postava byla vytvořena na základě losangeleských moderátorů Hala Fishmana a Jerryho Dunphyho. Režisér dílu Je Šáša vinen? Brad Bird postavu navrhl a vytvořil ji podle moderátora Teda Koppela. Dalším vlivem na postavu byl Ted Baxter ze seriálu The Mary Tyler Moore Show, kterého hrál Ted Knight. Dunphy byl hrdý na to, že Brockman je založen na něm, a lidem říkal, že je Kent Brockman.

## Přijetí a další výskyty
Autor knihy Planet Simpson: How a Cartoon Masterpiece Documented an Era and Defined a Generation Chris Turner uvedl, že „pokud má instituce zpravodajství v Simpsonových jedinou ikonickou tvář, pak je to Brockmanova“, a že „v Brockmanově žurnalistice vidíme některé z nejošklivějších předsudků moderních zpravodajských médií“, které označuje za zesilování a senzacechtivost. MSN označil Brockmana za jednoho z nejhorších moderátorů televizních zpráv.
Díl Jak si Kent pustil pusu na špacír byl kritikou přijat dobře. IGN jej označil za druhou nejlepší epizodu řady.
Společnost Playmates Toys vytvořila figurku Kenta Brockmana pro svou řadu hraček World of Springfield, která byla vydána v červenci 2001.